# Крајачићи
Крајачићи (хрв. Krajačići) су насељено место у општини Бродски Ступник, Бродско-посавска жупанија, Хрватска.

## Историја
До територијалне реорганизације у Хрватској били су у саставу старе општине Славонски Брод.

## Становништво
У попису становништва из 2011. године, Крајачићи су имали 118 становника.
| Број становника према пописима | Број становника према пописима | Број становника према пописима | Број становника према пописима | Број становника према пописима | Број становника према пописима | Број становника према пописима | Број становника према пописима | Број становника према пописима | Број становника према пописима | Број становника према пописима | Број становника према пописима | Број становника према пописима | Број становника према пописима | Број становника према пописима | Број становника према пописима |
| ------------------------------ | ------------------------------ | ------------------------------ | ------------------------------ | ------------------------------ | ------------------------------ | ------------------------------ | ------------------------------ | ------------------------------ | ------------------------------ | ------------------------------ | ------------------------------ | ------------------------------ | ------------------------------ | ------------------------------ | ------------------------------ |
| 1857                           | 1869                           | 1880                           | 1890                           | 1900                           | 1910                           | 1921                           | 1931                           | 1948                           | 1953                           | 1961                           | 1971                           | 1981                           | 1991                           | 2001                           | 2011                           |
| 61                             | 67                             | 58                             | 64                             | 82                             | 87                             | 97                             | 121                            | 157                            | 147                            | 113                            | 111                            | 121                            | 127                            | 133                            | 118                            |

Напомена: Подаци за 1869. и 1880. процењене су према збирним подацима за некадашње насеље Одворци. До 1931. исказано као део насеља, а од 1948. као насеље.